# Vicia sparsiflora
Vicia sparsiflora är en ärtväxtart som beskrevs av Michele Tenore. Vicia sparsiflora ingår i släktet vickrar, och familjen ärtväxter. Inga underarter finns listade i Catalogue of Life.